# Maria Cristina Carlini
Maria Cristina Carlini (Varese, 13 dicembre 1942) è un'artista e scultrice italiana nota per le sue sculture monumentali presenti in Europa, America e Asia. È inoltre la prima artista contemporanea a esporre nella Città Proibita, nel cuore di Pechino in Cina. In particolare è conosciuta per la sua scultura La nuova città che sale, esposta in permanenza presso l’entrata est di Fieramilano a Rho, in provincia di Milano, presentata in occasione di Expo 2015 da Philippe Daverio L’artista lavora con diversi materiali, che vanno dalla ceramica al grès, dal ferro all’acciaio Corten, dal legno di recupero alla resina, dalla lamiera alla ghisa, oltre a creazioni a tecnica mista anche su carta, per creare opere di piccole, medie e grandi dimensioni. Ha tenuto e tiene mostre personali e collettive in Italia e all'estero. Vive e lavora a Milano.

## Biografia

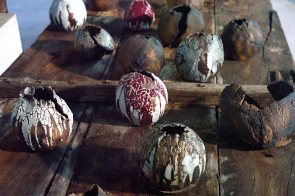
Maria Cristina Carlini, Crateri colorati, 2013, grès, smalto, oro, ossido di ferro

Fin da piccola ama esprimersi con il disegno e l’argilla. Seguendo le direttive del padre consegue il diploma al liceo classico, per poi laurearsi in giurisprudenza a Milano e praticare per alcuni anni presso uno studio legale, pur proseguendo la produzione artistica. Si sposa nel 1967 e si trasferisce per due anni in California, dove approfondisce lo studio della ceramica.

### Gli esordi
La sua carriera artistica inizia nei primi anni settanta a Palo Alto, in California, quando dopo aver frequentato un corso biennale di ceramica prende parte alla sua prima mostra collettiva. Tornata a Milano, dopo aver vissuto alcuni anni a Bruxelles, nel 1978 apre un proprio studio in via Ciovasso, nel quartiere Brera Da quel momento si intensifica la sua attività espositiva in Italia e all'estero, con importanti mostre negli Stati Uniti, a Bruxelles e Parigi.

### Le sculture monumentali
Dalla fine degli anni novanta, oltre ai materiali quali grès e terra lavica funzionali a sculture di piccole e medie dimensioni, aumentando la scala delle sue opere introduce nuovi materiali come l'acciaio corten, il legno e il ferro. Da qui nascono i suoi lavori più importanti, molti dei quali sono collocati in permanenza in luoghi pubblici in tutto il mondo.

### La scenografia di “Ecco la mia bell’Orsa”
Nel 2008 l’Istituto Italiano di Cultura di Praga ospita la personale di Maria Cristina Carlini Progetto e destino; per l’occasione al Teatro Nazionale di Praga, il 16 marzo, viene rappresentato l’atto unico “Ecco la mia bell’Orsa”, monologo di Giovanna Barbero con musiche del compositore e psicologo Federico Gozzelino (Vercelli, 1935), per il quale Carlini aveva creato la scenografia l’anno precedente.

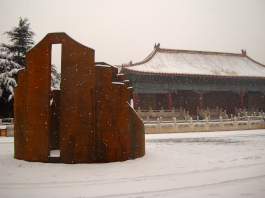
Maria Cristina Carlini, Fortezza II, 2010, acciaio corten, cm 440x500, esposta nella Città Proibita, Pechino

### L’esperienza cinese
Il 2010 si caratterizza per le esposizioni delle sue opere in Cina.
In concomitanza con il quarantesimo anniversario delle relazioni diplomatiche tra Italia e Cina, la sua opera monumentale Viandanti II viene installata, il 3 marzo, in permanenza davanti all'Ambasciata d'Italia a Pechino. Agli inizi di marzo, Shanghai ospita la scultrice per la mostra organizzata dall’Associazione Internazionale “Giornata della donna”, presso il Convention Art Center: qui Maria Cristina Carlini rappresenta l’Italia con la scultura Vittoria di Samotracia nella sua versione in bronzo.
Successivamente la personale Colloquio tra giganti presenta nella Città Proibita quattro sculture monumentali dell'artista, fra le più rappresentative del suo lavoro: Fortezza, Legami, Letteratura e Out & In.
A Jinan, espone presso la Shandong University of Art & Design e, in occasione dell’inaugurazione, le viene conferita un'onorificenza per la sua attività artistica e di promozione della cultura italiana contemporanea in Cina.  Viene inoltre nominata “Guest Professor” della Shandong University of Art & Design.
Nello stesso anno, il 17 luglio, la scultura monumentale Letteratura, viene installata in permanenza nel quartiere italiano della città di Tianjin.
La scultrice torna nuovamente a Pechino dove presenta l’opera inedita Le Danzatrici al NAMOC National Art Museum of China, nell’ambito della IV Biennale Internazionale d’Arte.
Nel mese di ottobre, durante Expo 2010, alcune sue opere monumentali sono esposte in Piazza del Popolo a Shanghai e la scultura Legami II rimane in permanenza presso lo Sculpture Park.

### Mostre recenti
Nel 2019 espone a Parigi la scultura Origine nel Beffroi della Place du Louvre; quindi a Parma presenta l’opera La Chiusa. Omaggio a Leonardo, esposta sotto le arcate del Ponte Romano in occasione della IV edizione di Parma 360 Festival della creatività. Tre sue opere della serie Alberi sono state scelte come premi d’artista per i vincitori dei “Made in Steel Awards 2019” nell’ambito della fiera “Made in Steel” svoltasi in maggio a Fieramilano, Rho.

## Premi e riconoscimenti
Le sono stati conferiti i seguenti premi:
- Premio delle Arti Premio della Cultura per la Scultura, XVI edizione, Circolo della Stampa, Milano 2004
- Premio delle Arti Premio della Cultura come Artista dell’anno, XVII edizione, Circolo della Stampa, Milano 2005
- Premio Ignazio Silone per la Cultura per l’importante contributo culturale innovativo al mondo delle arti visive, XVII edizione, Campidoglio, Roma 2009

## Sculture collocate in permanenza in spazi pubblici e privati
Maria Cristina Carlini è presente con le sue opere monumentali in diversi spazi pubblici in Italia, America del Nord e Asia.

### Italia

#### Spazi pubblici
- 2006 – Roma, Archivio Centrale dello Stato, Fortezza
- 2007 – Milano, Corte dei conti, La Porta della Giustizia
- 2008 – Cosenza, Piazza dei Valdesi, La Vittoria di Samotracia
- 2009 – Loreto, Giardini di Porta Marina, Pellegrini
- 2010 – Reggio Calabria, Lungomare Falcomatà, Monumento al Mediterraneo
- 2013 – Varese, Villa Recalcati, Bosco
- 2015 – Milano, Fieramilano Rho, Porta Sud, La nuova città che sale
- 2015 – Milano, Parco dell’Arte all’Idroscalo,Vento

#### Spazi privati
- 1999 – Milano, via Tortona 35, Ingresso edificio, Note
- 2003 – Milano, Complesso di via Savona 97, Parco, Finestre
- 2007 – Inarzo (Varese), Casa Famiglia Mirabilia Dei, Il cherubino
- 2010 – Milano, Complesso di via Savona 97, Edificio T, Labirinto
- 2012 – Milano, La Forgiatura, via Varesina 162, Forgiatura
- 2019 – Inarzo (Varese), Comunità familiare “Cascina Maì”, Via Crucis

### Nord America
- 2010 – Denver, Auraria Campus, Madre
- 2010 – Denver, Rocky Mountain College of Art+Design, Out & Inside
- 2010 – Miami, Dade College, La Vittoria di Samotracia
- 2011 – Miami, Corpus Christi Catholic Church - Sculpture Park, Icaro

### Asia
- 2010 - Pechino, Ambasciata Italiana in Cina, Viandanti II
- 2010 - Pechino, NAMOC - National Art Museum of China, Danzatrici
- 2010 - Shanghai, Sculpture Park, Legami II
- 2010 - Jinan, Shandong University of Art & Design, Legami III
- 2010 - Tianjin, Istituto Italiano di Cultura, Letteratura II
- 2011 - Rongcheng - Shandong, Fortezza II

## Cataloghi
- Elena Pontiggia, Maria Cristina Carlini. Sculture, 1995.
- Luciano Caramel e Elena Pontiggia, Maria Cristina Carlini., Skira Editore, 2003.
- Carlo Franza, Maria Cristina Carlini. La città che sale, Milano, Skira Editore, 2008.
- Carlo Franza, introduzione di Anselmo Villata, Progetto e destino / Návrh a urcení, Verso l’Arte Edizioni, 2008, ISBN 978-88-95894-04-1.
- Gillo Dorfles, testi di Maria Vittoria Giacomini, Alberto Cesare Ambesi, Luigi Lavorato e Simona Leone, Anselmo Villata, L'Artista e il fotografo, Milano, Verso l’Arte Edizioni, 2008, ISBN 978-88-95894-16-4.
- Luciano Caramel, testi di Maria Vittoria Giacomini, Laurence Pauliac e Anselmo Villata, Maria Cristina Carlini. Sculptures dans la ville, Verso l’Arte Edizioni, 2009, ISBN 978-88-95894-24-9.
- Giovanna Barbero e Gillo Dorfles, testi di Giuseppe Di Lella e Anselmo Villata, Maria Cristina Carlini. Madrid, Opera-Ambiente, Verso l’Arte Edizioni, 2009, ISBN 978-88-95894-29-4.
- Yacouba Konaté, testi di Sophie Allgård, Giovanna Barbero, Germano Beringheli, Luciano Caramel, Gillo Dorfles, Želimir Košcevic, Brane Kovic, Elona Lubyté, Milena Marjanovic, Carole Naggar, Elena Pontiggia, Ramuté Rachleviciute, Lisbeth Rebollo Gonçalves, Aysegul Sonmez, Susana Sulic, Anselmo Villata, Maria Cristina Carlini, Verso l’Arte Edizioni, 2009, ISBN 978-88-95894-37-9.
- Cortney Stell, introduzione di Anselmo Villata, Maria Cristina Carlini. Works in passage, Verso l’Arte Edizioni, 2010, ISBN 978-88-95894-51-5.
- Vincenzo Sanfo, testo di Anselmo Villata, Maria Cristina Carlini. Colloquio tra giganti, Verso l’Arte Edizioni, 2010, ISBN 978-88-95894-48-5.
- Flaminio Gualdoni, Maria Cristina Carlini, Mudima Edizioni, 2012, ISBN 978-88-89072-60-8.
- Martina Corgnati, Maria Cristina Carlini. Fare secondo natura, Skira Editore, 2013, ISBN 978-88-572-2109-0.
- Flaminio Gualdoni, Maria Cristina Carlini. Le ragioni del luogo, Milano, 2016.